# Roussas
Roussas település Franciaországban, Drôme megyében. Lakosainak száma 400 fő (2022. január 1.). Roussas Allan, Les Granges-Gontardes, Malataverne, Réauville és Valaurie községekkel határos.

## Népesség
A település népessége az elmúlt években az alábbi módon változott:
| Lakosok száma | 157  | 246  | 315  | 337  | 363  | 364  | 365  | 382  | 383  | 400  |
|               | 1968 | 1982 | 1990 | 2006 | 2013 | 2015 | 2017 | 2019 | 2020 | 2022 |